# Annesofie
Annesofie er et pigenavn, der er sammensat af Anne og Sofie, der betyder henholdsvis "yndefuld" og "visdom". Begge navnene findes i forskellige varianter, og derfor findes Annesofie også i en række varianter:
- Anne-Sofie, Anne Sofie
- Annasofie, Anna-Sofie, Anna Sofie
- Annesofia, Anne-Sofia, Anne Sofia
- Annasofia, Anna-Sofia, Anna Sofia
- Annesophie, Anne-Sophie, Anne Sophie
- Annesophia, Anne-Sophia, Anne Sophia
- Annasophie, Anna-Sophie, Anna Sophie
- Annasophia, Anna-Sophia, Anna Sophia

Ifølge Danmarks Statistik bærer tæt på 2.000 danskere et af navnene (der er dog ikke registreret varianterne, hvor de to navnedele er helt adskilt). Anne-Sofie er den mest anvendte form, som over 1.100 danskere bærer.

## Kendte personer med navnet
- Anne Sofie Espersen, dansk skuespiller
- Anna Sophie Reventlow, dansk dronning til Frederik 4.
- AnnaSophia Robb, amerikansk barneskuespiller
- Anna Sophie Seidelin, dansk forfatter